# マニュファクチャラーチーム
マニュファクチャラーチーム（Manufacturer Team）とは、世界ラリー選手権（WRC）において2006年シーズンから導入された、シーズンエントリーするチームに関するカテゴリーの名称。2006年はマニュファクチャラー2（Manufacturer two）という呼称だったが、2007年より現在の名称に改められている。
いわゆるワークス・チームに相当する『マニュファクチャラー』（旧マニュファクチャラー1）がシーズン全戦に出場義務があるのに対し、マニュファクチャラーチームは16戦中10戦に出場すればよいほか、エントリーフィーも2万5000ユーロと格安になっている。このカテゴリーではWRカーを使用する場合は前年型の車を使うことになるほか、グループA・グループNの車でエントリーすることも可能。
2006年シーズンはプジョー（ボジアンレーシング）、シュコダ（レッドブル・シュコダ）、フォード（ストバート）の3チームがマニュファクチャラー2としてWRCにエントリーした。